# Джон Клаузър
Джон Фра̀нсис Кла̀узър (на английски: John Francis Clauser, [d͡ʒɑn ˈfɹænsɪs ˈklaʊzər]) е американски физик.
Роден е на 1 декември 1942 година в Пасадина в семейството на университетски преподавател по авиационно инженерство и библиотекарка, която е сестра на физика Едуин Макмилан. През 1964 година получава бакалавърска степен по физика от Калифорнийския технологичен институт, а през 1970 година защитава докторат в Колумбийския университет. Работи в Калифорнийския университет – Бъркли (1969 – 1975 и 1990 – 1997) и Националната лаборатория „Лорънс – Ливърмор“. Приносите му са главно в областта на квантовата механика, където участва в извеждането на неравенството CHSH.
През 2022 година получава Нобелова награда за физика, заедно с Ален Аспе и Антон Цайлингер, „за експерименти със заплетени фотони, установили нарушаването на неравенствата на Бел и поставили началото на квантовата информатика“.